# Kalksteiner Bach
Der Kalksteiner Bach, im Oberlauf Roßtalbach genannt, ist ein Bach in der Gemeinde Innervillgraten (Bezirk Lienz). Der Kalksteiner Bach entspringt unterhalb der Kreuzspitze und mündet bei Matten in den Villgratenbach.

## Geografie

### Geologie
Der Kalksteinbach liegt in einer Zone aus kristallinen Schiefern. Im Unterlauf oberhalb der der Talaufweitung im Mündungsbereich besteht eine kurze Talverengung. Im letzten
Abschnitt unterhalb von Kalkstein flacht sich der linke Taleinhang ab, die rechten Talseiten sind hingegen durchgehend von Fels oder steilen Hängen geprägt.

### Verlauf
Das Quellgebiet des Kalksteiner Baches liegt an den Südwestabhängen der Kreuzspitze in den Villgratener Bergen. Der Bach fließt in einem Bogen von Nordosten nach Südosten durch das Roßtal und nimmt dabei rechtsseitig einen kurzen Quellbach auf, der am Kalksteiner Jöchl entspringt. Im Roßbachtal passiert der Bach die Lipperalm und die Schalleralm, in deren Bereichen links- und rechtsseitig mehrere unbenannte Nebenbäche einmünden. Bei der Ortschaft Kalkstein mündet linksseitig der Alfenbach ein. Von der Quelle bis zur Einmündung des Alfenbaches nach rund 4,2 Kilometer wird der Kalksteiner Bach als Roßtalbach bezeichnet. Von Kalkstein aus fließt der Kalksteiner Bach in nordöstlicher Richtung an Bad Kalkstein vorbei und mündet bei Matten in den Villgratenbach.

## Umwelt
Während die linksufrigen Talbereiche überwiegend landwirtschaftlich genutzt ist das rechte Ufer im Unterlauf von Nadelwäldern geprägt. Im Oberlauf (Roßtal) prägen Almflächen und Wiesen das Landschaftsbild. Messungen zur biologischen Gewässergüte liegen für den Kalksteiner Bach nicht vor, auf Grund mengenmäßig geringen Einleitungen im Unterlauf wird jedoch von einer geringen negative Beeinflussung auf die Wasserqualität ausgegangen. Verbauungen des Ufers finden sich vor allem im Unterlauf, wobei die linksseitigen Verbauungen
dem Schutz vorhandener Siedlungen sowie der Sicherung der am Flussverlauf geführten Straße dienen.